# Sedum craigii
Sedum craigii är en fetbladsväxtart som beskrevs av Robert Theodore Clausen. Sedum craigii ingår i Fetknoppssläktet som ingår i familjen fetbladsväxter. Inga underarter finns listade i Catalogue of Life.

## Bildgalleri

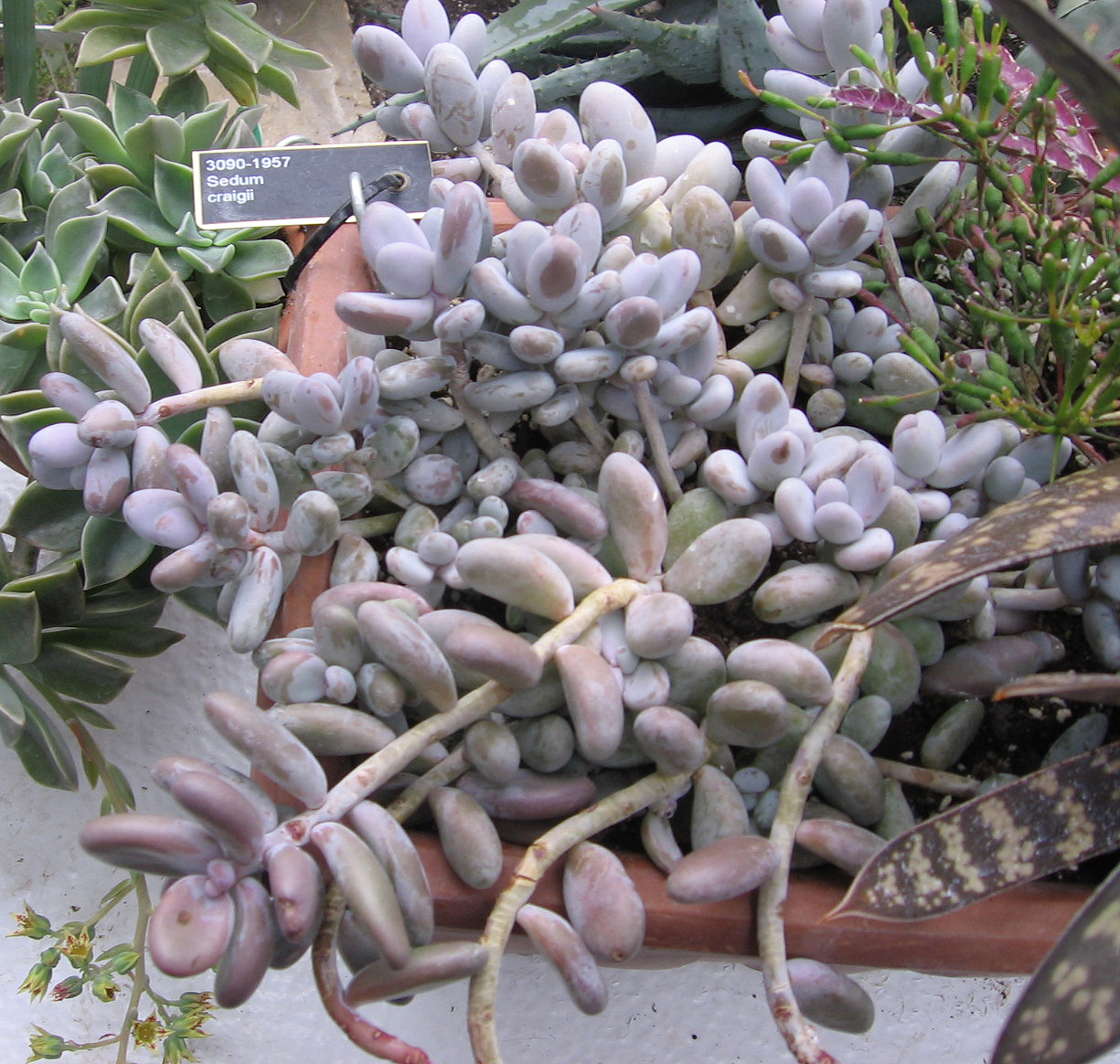